# 新安县
新安县在中華人民共和國河南省西北部、黄河南岸，是洛阳市下辖的一个县；位于黄河南岸，处河南、山西二省交界处，境南与宜阳县接壤，西与渑池县、义马市毗邻，北与济源市、山西省垣曲县交界，东与洛阳市区、孟津县相连。縣人民政府駐城關鎮黃河大道1032號。
新安县为极具实力的县（市）之一，2018年GDP总量514亿元，位居河南各县（市）第十一位；人均GDP为107000元（合18000美元），居第五位。

## 行政区划
新安县下辖1个街道办事处和10个镇：
汉关街道，石寺镇、五头镇、磁涧镇、铁门镇、石井镇、仓头镇、北冶镇、青要山镇、正村镇和南李村镇。

## 人口
根据(河南省)洛阳市第七次全国人口普查公报显示：新安县常住人口为483375人    ，男性人口占比52.08%，女性人口占比47.92%，年龄结构中0-14岁占比18.56%，15-59岁占比63.1%，60岁以上占比18.34%，65岁以上占比13.06%。

## 歷史
根據歷史書及地方誌記載，新安縣秦代建縣，隋代曾改名谷州，因為境內有谷山。民國25年（1936年）恢復新安縣。

## 交通
- 陇海铁路：磁涧站，安乐村站，新安县站，南岗站，铁门站
- 310国道、 连霍高速。

## 资源
新安矿藏资源的主要矿种有煤（储量10亿吨）、铁、硫铁（储量为2.15亿吨）、铝矿（铝矾土储量为1.5亿吨以上，铝含量为37.77%-71.78%）、耐火粘土（储量为2.3亿吨）、石英岩（储量为2.8亿吨）、白云岩、硅沙（储量7亿吨）、石灰岩等20余种。

## 旅游
- 汉函谷关
- 千唐志斋
- 青要山
- 紫荆山
- 黄河八里胡洞
- 洛阳龙潭大峡谷
- 小浪底水库青要山旅游区：黄河截流后形成“千岛湖”景观。
- 天坛（玉皇阁）
- 通仙观
- 西沃石窟
- 盐东原始社会部落遗址
- 西沃盐仓城遗址